# José Flóscolo da Nóbrega
José Flóscolo da Nóbrega (Santa Luzia, 2 de fevereiro de 1898 — João Pessoa, 01 de novembro de 1969) foi um jurista e ensaísta brasileiro, considerado uma das figuras mais expressivas do Direito da Paraíba.

## Vida e obra
Formou-se bacharel em ciências jurídicas e sociais pela Faculdade de Direito do Recife em 1925. Pouco depois de formado, passou algum tempo advogando pelo sertão, quando, em 1926, foi nomeado procurador da prefeitura de João Pessoa (à época, "Cidade da Paraíba"). Instalou escritório.
Exerceu, ainda, a função de subprefeito de Santa Rita, município vizinho à capital, e bem mais tarde as funções de juiz do Tribunal Regional Eleitoral (1930), consultor jurídico do Estado (1933/1934), desembargador (1935/1957), professor da Faculdade de Direito (1951/1968) e professor da Faculdade de Filosofia (1955/1961). Foi nomeado desembargador, após ser indicado em lista tríplice pelo Tribunal de Justiça da Paraíba, onde passou vinte e dois anos. Era conhecedor de hermenêutica, filosofia, sociologia e outras ciências afins do Direito. 
Colaborou em jornais e em revistas da Paraíba e de outros Estados. Escreveu para órgãos especializados, tais como "Revista de Crítica Judiciária", "Revista Forense" (Rio de Janeiro); "Revista dos Tribunais" (São Paulo); "Revista de Estudos Políticos" (Belo Horizonte). Deixou publicadas as seguintes obras: "Introdução ao Direito"; " A Sombra do Eu"; "A Teoria Egológica do Direito"; "Introdução à Sociologia";" A Liberdade como Função Social"; "Poemas Esquecidos"; "Em Torno de Einstein". Afora isso, deixou inédita uma monografia sobre Ciência Política e inacabados dois livros sobre "Humanismo Ateu" e "Folclore Sertanejo".
Morreu aos 71 anos. Deixou viúva a Sra. Alda Toscano da Nóbrega e duas filhas: Ariane e Vânya.

## Academia Paraibana de Letras
É fundador da cadeira número 1 da Academia Paraibana de Letras, cujo patrono é Augusto dos Anjos. Foi sucedido por Humberto Nóbrega. A cadeira atualmente é de José Nêumanne Pinto.